# Onthaasten
Onthaasten (ook bekend als Slow Life of Slow Living) is het bewust kiezen voor ontspanning. Onthaasten is een reactie op drukte, stress, werkdruk, een burn-out, enz. Als men kiest voor onthaasten, dan kiest men bijvoorbeeld voor minder werken of voor het verminderen van de eigen stress, al dan niet met behulp van therapie. De term 'onthaasten' werd in 1997 gemunt door minister Margreeth de Boer van VROM nadat die 1992 gelanceerd was door Jos de Punder in een interview met Libelleredacteur Ivette Schaap. Het woord is bedoeld als tegenstelling van haasten wat mensen in het dagelijkse leven doen.
De pionier en initiatiefnemer van deze culturele en gastronomische beweging in 1986 was Carlo Petrini, geboren op 22 juni 1949 in de Piëmont, Italië. Hij grondvestte en leidt de Slow Food-gemeenschap of -beweging sinds 1989. Als lid van de voormalige communistische "Eenheidspartij van het proletariaat", de Partito di Unità Proletaria, PdUP (1972-1984), is hij heden ten dage nog verbonden met de Partito Democratico, de PD, in Italië. Hij is Italiaans journalist, socioloog en culinair recensent, in die laatstgenoemde hoedanigheid gekoppeld aan de "Slow Food"-beweging.